# Maria Sanchez
Maria Sanchez (ur. 26 listopada 1989) – amerykańska tenisistka.

## Kariera tenisowa
W zawodowych rozgrywkach zadebiutowała w marcu 2006 roku, uczestnicząc dzięki dzikiej karcie, w zawodach rangi ITF w Redding. Pierwszy sukces odniosła w 2009 roku w Evansville, gdzie w parze z Yasmin Schnack wygrała turniej deblowy. W sumie na swoim koncie ma wygrane dwa turnieje singlowe i dwadzieścia cztery deblowe rangi ITF.
W 2012 roku zagrała w kwalifikacjach do wielkoszlemowego turnieju US Open, w których wygrała dwie rundy, pokonując w nich Laurę Pous Tió i Cristinę Mitu, ale przegrała w trzeciej z Kristýną Plíškovą i nie awansowała do turnieju głównego.
We wrześniu 2012 roku awansowała do drugiej setki światowego rankingu WTA, na miejsce 186.

## Finały turniejów WTA
| Legenda                     | Legenda |
| --------------------------- | ------- |
| Wielki Szlem                |         |
| Igrzyska olimpijskie        |         |
| WTA Tour Championships      |         |
| 2009 – 2020                 |         |
| WTA Premier Mandatory       |         |
| WTA Premier 5               |         |
| WTA Premier                 |         |
| WTA International Series    |         |
| WTA 125K series (2012–2020) |         |

### Gra podwójna 7 (4–3)
| Końcowy wynik | Nr | Data             | Turniej     | Nawierzchnia    | Partnerka      | Przeciwniczki                                  | Wynik finału   |
| ------------- | -- | ---------------- | ----------- | --------------- | -------------- | ---------------------------------------------- | -------------- |
| Zwyciężczyni  | 1. | 4 stycznia 2014  | Auckland    | Twarda          | Sharon Fichman | Lucie Hradecká Michaëlla Krajicek              | 2:6, 6:0, 10–4 |
| Finalistka    | 1. | 6 marca 2016     | Monterrey   | Twarda          | Petra Martić   | Anabel Medina Garrigues Arantxa Parra Santonja | 6:4, 5:7, 7-10 |
| Finalistka    | 2. | 8 września 2018  | Chicago     | Twarda          | Asia Muhammad  | Mona Barthel Kristýna Plíšková                 | 3:6, 2:6       |
| Zwyciężczyni  | 2. | 16 września 2018 | Québec      | Dywanowa (hala) | Asia Muhammad  | Darija Jurak Xenia Knoll                       | 6:4, 6:3       |
| Zwyciężczyni  | 3. | 16 marca 2019    | Guadalajara | Twarda          | Fanny Stollár  | Cornelia Lister Renata Voráčová                | 7:5, 6:1       |
| Zwyciężczyni  | 4. | 7 kwietnia 2019  | Monterrey   | Twarda          | Asia Muhammad  | Monique Adamczak Jessica Moore                 | 7:6(2), 6:4    |
| Finalistka    | 3. | 3 sierpnia 2019  | Waszyngton  | Twarda          | Fanny Stollár  | Coco Gauff Catherine McNally                   | 2:6, 2:6       |

## Wygrane turnieje ITF

### Gra pojedyncza (2)
|    | Data       | Turniej     | Kat. | ($)    | Naw.   | Finalistka     | Wynik         |
| 1. | 03/06/2012 | Sacramento  | ITF  | 50 000 | twarda | Jessica Pegula | 4:6, 6:3, 6:1 |
| 2. | 23/09/2012 | Albuquerque | ITF  | 75 000 | twarda | Lauren Davis   | 6:1, 6:1      |